# REDCap
REDCap (Research Electronic Data Capture) è un programma fruibile via browser di EDC (Cattura dati elettronica) guidato dai metadati e con metodologia di flusso di lavoro per progettare la ricerca clinica e basi di dati di ricerca traslazionale.
Viene molto usato nella ricerca accademica: Il REDCap Consortium è una rete internazionale collaborativa con più di 2400 partner istituzionali in oltre 115 paesi, con più di 590000 utenti che usano l'applicativo, per oltre 450000 studi in corso.

## Licenziazione del software
Sebbene REDCap sia disponibile senza alcun costo ai partner istituzionali – al netto del costo del supporto IT interno - REDCap non è espressamente un software open source. Alcuni accordi di licenza con l'utente finale lo distinguono da una tipica licenza open source, Vale a dire che il software è limitato nell'uso, consentito solo per scopi di ricerca non commerciali.
REDCap ha restrizioni anche nella redistribuzione perché Vanderbilt è l'unico ente che può redistribuirlo.Inoltre, tutti i lavori derivati – come nuove caratteristiche aggiunte dagli utenti  – sono di proprietà di Vanderbilt. Vanderbilt cataloga queste opere derivate nella sua libreria REDCap Consortium,che è disponibile a tutti i membri del consorzio. L'accordo di licenza con l'utente finale di REDCap comprende anche il controllo di Vanderbilt sulle pubblicazioni dei suoi licenziatari su o a riguardo di REDCap, specificando che Vanderbilt coordinerà e avrà il controllo editoriale su qualsiasi pubblicazione creata da membri del consorzio che discute del software e delle sue metodologie, funzionalità o capacità. Le pubblicazioni che descrivono studi scientifici che hanno utilizzato REDCap sono escluse da queste restrizioni editoriali.